# Семёново (Ярцевский район)
Семёново — деревня в Ярцевском районе Смоленской области России. Входит в состав Мушковичского сельского поселения. Население — 13 жителей (2007 год). 
Расположена в центральной части области в 10 км к западу от Ярцева, в 1 км южнее автодороги М1 «Беларусь», на берегу реки Дубровинка. В 5 км юго-западнее деревни расположена железнодорожная станция Присельская на линии Москва — Минск. 

## История
В годы Великой Отечественной войны в июле 1941 года деревня была оккупирована гитлеровскими войсками, освобождена в сентябре 1943 года. 